# Bolero (Def Techの曲)
「Bolero」（ボレロ）は、Def TechのiTunesのみの限定配信シングル。
同曲が日本赤十字社のCMに使用されていたことの人気と併せて話題になる。基本的にシングルをリリースしないDef Techにとって、前作「Canción de la expansión」から約7年ぶりのシングル。「音楽で人を幸せに出来るのか?」「世界を変えることが出来るのか?」といった疑問を自分たちに投げかけながら制作したという。収益金は日本赤十字社の活動資金に寄付される。

## 収録曲
1. Bolero
  - 作詞:Def Tech  作曲:Def Tech, 金子ノブアキ  編曲:Nagacho, Hamuro

2005年に「My Way」がヨコハマタイヤのCMソングに採用され、当時Def Techは一躍有名になり「My Way」も代表曲となるが、2007年に解散をする。その際、「いつか再結成をした時に、曲が全くないのは困るだろう」と気を利かせた金子ノブアキが、何パターンかのドラム音をDef Techのために作成しておいた。そしてDef Techは2010年に再結成をするも、メディアへの露出もほとんど皆無になる。そんな中、2011年に発売したアルバム『UP』より、「All That's In The Universe」を東京海上日動主催のHumanglobe Travelerに書き下ろしたことや、「Golden Age」がトヨタ製の新型エスティマ ハイブリッドのCMソングに起用され、徐々に知名度を回復していく。そこで、知名度を回復させるための最後の一手として、「My Way」と同様にヨコハマタイヤのCMソングにと、前述の金子ノブアキのドラムを元にして作った曲を推薦するものの、選考で落とされてしまう。その時の曲を、日本赤十字社のために大幅に改変、制作したものが「Bolero」となり、後の日本赤十字社のCMソングになった。